# Шнайдер, Роб
Ро́берт Майкл (Роб) Шна́йдер (англ. Robert Michael «Rob» Schneider; род. 31 октября 1963, Сан-Франциско, Калифорния, США) — американский актёр кино, телевидения и озвучивания, комик, сценарист, кинорежиссёр и кинопродюсер.
Приобрёл большую популярность после исполнения главной роли в фильме «Мужчина по вызову», а за вышедший в 2005 году сиквел данного фильма был удостоен антипремии «Золотая малина» в категории «Худшая мужская роль».
Также известен благодаря главным ролям в фильмах «Животное», «Цыпочка», «Запасные игроки», «Взрыватель» и «Большой Стэн» (Шнайдер также является режиссёром этого фильма). Ещё Роб озвучивал главных персонажей в мультфильмах «Норм и Несокрушимые» и «Пушистые против Зубастых».

## Биография
Родился 31 октября 1963 года в Сан-Франциско (штат Калифорния). Отец — Марвин Шнайдер, брокер недвижимости, еврей по национальности. Мать — Пилар Монро, бывший воспитатель в детском саду, наполовину филиппинка, наполовину белая американка; играла роли судьи в конкурсе команд поддержки в фильме «Цыпочка» и посетителя ресторана в фильме «Мужчина по вызову». У Роба есть сестра Эйприл (род. 1959) и брат Джон (род. 1962), партнер в продюсировании, и Дэн (род. 1966). Также есть троюродный брат, российский радиоведущий и журналист Давид Шнейдеров.
Вырос будущий актёр в Пасифике — небольшом городе к югу от Сан-Франциско. Ходил в Terra Nova High School в Пасифике, где участвовал во многих музыкальных программах во всех школах в Пацифике.
Живёт в Лос-Анджелесе и в Сан-Франциско, где владеет танцклубом «DNA Lounge» и рестораном.

### Личная жизнь
Актёр был дважды женат:
- первая жена — Лондон Кинг, брак продолжался с 1988 по 1990 год; в браке родилась дочь Элле Таннер Шнайдер (род. 1989, ныне известная певица Элль Кинг). 1 сентября 2021 года Кинг родила сына по имени Лаки, первого внука Шнайдера.
- вторая жена — мексиканский телепродюсер Патрисия Азаркойя Арсе (англ. Patricia Azarcoya Arce), брак зарегистрирован в Беверли-Хиллз 23 апреля 2011 года; в браке родилась дочь Миранда Скарлетт Шнайдер (род. 16 ноября 2012)[2] В сентябре 2016 года у пары родилась вторая дочь Мэдлин Робби Шнайдер. Семья поддерживает мексиканский футбольный клуб «Тигрес», который базируется в родном городе Патрисии, Монтеррее, Мексика.

## Карьера
Снимался в ситкоме «Субботним вечером в прямом эфире» в 1990—1994 годах.
Почти всегда получает роль или некое камео в картинах своего друга Адама Сэндлера.
В 2005 году получил антипремию «Золотая малина» в номинации «Худшая мужская роль» за участие в фильме «Мужчина по вызову 2».
В 2007 году вышел его режиссёрский дебют «Большой Стэн».

### Пародия в «Южном Парке»
В фильмах, где играет главные роли, он часто превращается естественно или сверхъестественно. Пример первого — «Мужчина по вызову», где он превращается из обычного человека в жиголо. Пример второго — «Цыпочка», где он стал женщиной. В фильме «Животное» он сыграл офицера полиции, который в результате несчастного случая обрёл некоторые особенности, характерные для разных животных.
В эпизоде «Самый большой говнюк во Вселенной» мультсериала «Южный Парк» Шнайдер был степлером, морковью и Кенни. Это была пародия на трейлер одного из его фильмов:

Был животным. Потом он стал женщиной. Теперь Шнайдер степлер! Теперь он понимает, что быть степлером труднее, чем кажется…

В интервью About.com сказал:

Мне очень понравилось. Раз надо мной решили пошутить в South Park, значит, я стал знаменитым.

## Вражда с критиками
В январе 2005 года кинокритик Los Angeles Times Патрик Голдштейн (англ. Patrick Goldstein) в своей статье о том, как киноиндустрия не даёт умереть фильмам и плодит некачественные сиквелы, сказал:

Фильм «Мужчина по вызову» не рассматривался судьями «Оскара» только потому, что никто не предусмотрел номинации «Самая пошлая шутка, исполненная третьесортным комиком».

Через две недели в интервью Daily Variety и The Hollywood Reporter Шнайдер ответил:

Господин Голдштейн, я провёл маленькое исследование на предмет того, какие литературные награды Вы завоевали. Я провёл поиск в Интернете и увидел, что Вы совсем ничего не выиграли. Никаких журналистских и литературных наград… Может быть, потому, что ещё никто не придумал награды «Лучший третьесортный неостроумный журналист, непризнаваемый среди своих коллег»?

В августе 2005 года кинокритик Chicago Sun-Times Роджер Эберт (англ. Roger Ebert) ответил на реплику Шнайдера. Он сказал, что Голдштейн завоевал «National Headliner Award», «Los Angeles Press Club Award», «RockCritics.com Award», и «Publicists' Guild award». Кроме этого, Эберт сказал:

Я получил Пулитцеровскую премию, так что у меня есть квалификация и я, как профессиональный журналист, с полным правом могу сказать, что Ваш фильм «Мужчина по вызову 2» — отстой.

До этого инцидента в передаче «The Howard Stern Show», где Эберт был гостем, сказал: «Мои фильмы очень смешные. Вы (Эберт) всегда хлопаете мне…». Позже, в интервью Stuff magazine, Шнайдер назвал Эберта «задницей» и сказал: «Я скажу Вам, что Эберт — не самый лучший человек, с кем мне приходилось работать». Эберт отверг обвинения и сказал, что «…если он (Шнайдер) и дальше собирается делать плохие фильмы, то ему придётся читать только рецензии, которые пишут непрофессионалы».

## Избранная фильмография

### Фильмография
| Год  |    | Русское название                      | Оригинальное название               | Роль                                                        |
| ---- | -- | ------------------------------------- | ----------------------------------- | ----------------------------------------------------------- |
| 1990 | ф  | Марсиане, убирайтесь домой            | Martians Go Home                    | марсианин-наблюдатель                                       |
| 1991 | ф  | Необходимая жестокость                | Necessary Roughness                 | Чак Найдерман                                               |
| 1992 | ф  | Один дома 2: Потерявшийся в Нью-Йорке | Home Alone 2: Lost in New York      | Седрик, коридорный в отеле «Плаза»                          |
| 1993 | ф  | Ниндзя-сёрферы                        | Surf Ninjas                         | Игги                                                        |
| 1993 | ф  | Разрушитель                           | Demolition Man                      | Эрвин (в титрах не указан)                                  |
| 1993 | ф  | Деревенщина в Беверли-Хиллз           | The Beverly Hillbillies             | Тайлер                                                      |
| 1995 | ф  | Судья Дредд                           | Judge Dredd                         | Герман Фергусон, Ферджи                                     |
| 1996 | ф  | Убрать перископ                       | Down Periscope                      | Мартин Дж. Пэско, лейтенант, старший помощник на «Стингрэе» |
| 1997 | ф  | Вилка в Рассказе                      | A Fork in the Tale                  | Delivery Guy                                                |
| 1998 | ф  | Взрыватель                            | Knock Off                           | Томми Хендрикс                                              |
| 1999 | ф  | Мужчина по вызову                     | Deuce Bigalow: Male Gigolo          | Дьюс Бигалоу                                                |
| 2000 | ф  | Никки, дьявол-младший                 | Little Nicky                        | Тауни                                                       |
| 1999 | ф  | Маменькин сыночек                     | The Waterboy                        | Тауни                                                       |
| 1999 | ф  | Коварный план Сьюзан                  | Susan’s plan                        | Стив                                                        |
| 1999 | ф  | Большой папа                          | Big Daddy                           | разносчик пиццы                                             |
| 1999 | ф  | Маппет-шоу из космоса                 | Muppets from Space                  | телепродюсер                                                |
| 2001 | ф  | Животное                              | The Animal                          | Марвин                                                      |
| 2002 | ф  | Цыпочка                               | The Hot Chick                       | Клайв Макстон                                               |
| 2002 | ф  | Миллионер поневоле                    | Mr. Deeds                           | Назо                                                        |
| 2002 | мф | Восемь безумных ночей                 | Eight Crazy Nights                  |                                                             |
| 2003 | ф  | Слепой                                | Blind Sided                         |                                                             |
| 2003 | ф  | Неправильная семья                    | DysFunktional Family                |                                                             |
| 2004 | ф  | Вокруг света за 80 дней               | Around the World in 80 Days         | нищий в Сан-Франциско                                       |
| 2004 | ф  | 50 первых поцелуев                    | 50 First Dates                      | Ула                                                         |
| 2005 | ф  | Мужчина по вызову 2                   | Deuce Bigalow: European Gigolo      | Дьюс Бигалоу                                                |
| 2005 | ф  | Всё или ничего                        | The Longest Yard                    | Заключенный (камео)                                         |
| 2006 | ф  | Запасные игроки                       | The Benchwarmers                    | Гас                                                         |
| 2006 | ф  | Шалун                                 | Little Man                          | Клоун                                                       |
| 2006 | ф  | Мальчик на троих                      | Grandma’s Boy                       | Yuri                                                        |
| 2006 | ф  | Клик: С пультом по жизни              | Click                               | принц Хабибу                                                |
| 2007 | ф  | Чак и Ларри: Пожарная свадьба         | I Now Pronounce You Chuck and Larry | азиатский министр (в титрах не указан)                      |
| 2007 | ф  | Большой Стэн                          | Big Stan                            | Стэн «Большой Стэн» Минтон                                  |
| 2008 | ф  | Не шутите с Зоханом                   | You Don’t Mess with the Zohan       | хозяин козы, таксист Салим                                  |
| 2008 | ф  | Сказки на ночь                        | Bedtime Stories                     | бродяга / индеец в сказке                                   |
| 2009 | ф  | Американская девственница             | American Virgin                     | Ed Curtzman                                                 |
| 2009 | ф  | Дикая вишня                           | Wild Cherry                         | Натан МакНикол                                              |
| 2010 | ф  | Одноклассники                         | Grown Ups                           | Роб Хиллард                                                 |
| 2010 | ф  | Избранный                             | The Chosen One                      | Пол                                                         |
| 2011 | ф  | Притворись моим мужем                 | You May Not Kiss the Bride          | Эрнесто                                                     |
| 2012 | с  | Роб                                   | Rob                                 | Роб                                                         |
| 2012 | мф | Пушистые против Зубастых              | The Outback                         | Джонни (озвучивание)                                        |
| 2013 | ф  | Непристойная комедия                  | J.D. / Psychologist                 |                                                             |
| 2014 | ф  | Шелби: Пес, который спас Рождество    | Shelby: The Dog Who Saved Christmas | Шелби                                                       |
| 2015 | с  | Реальный Роб                          | Real Rob                            | Роб Шнайдер                                                 |
| 2015 | ф  | Нелепая шестёрка                      | The Ridiculous 6                    | Рамон                                                       |
| 2016 | мф | Норм и Несокрушимые                   | Norm of the North                   | Норм (озвучивание)                                          |
| 2017 | ф  | Сэнди Уэкслер                         | Sandy Wexler                        | Firuz                                                       |
| 2020 | ф  | Не та девушка                         | The Wrong Missy                     | Команте                                                     |
| 2020 | ф  | Хэллоуин Хьюби                        | Hubie Halloween                     | Ричи Хартман                                                |
| 2022 | ф  | Домашняя игра                         | Home Team                           | Джейми                                                      |
| 2023 | с  | Чип Чилла                             | Chip Chilla                         | Чам Чам Чилла                                               |

### Сценарист
- 1999 — Мужчина по вызову / Deuce Bigalow: Male Gigolo
- 2001 — Животное / The Animal
- 2002 — Цыпочка / The Hot Chick
- 2005 — Мужчина по вызову 2 / Deuce Bigalow: European Gigolo
- 2006 — Rob Schneider’s Hard R
- 2010 — The Chosen One / Избранный.

### Режиссёр
- 2007 — Большой Стэн / Big Stan
- 2010 — Избранный / The Chosen One

### Продюсер
- 2001 — Животное / The Animal
- 2006 — Rob Schneider’s Hard R
- 2007 — Большой Стэн / Big Stan